# 克雷格 (印第安納州)
克雷格（英語：Craig）是位於美國印地安納州第開特縣的一個非建制地區。該地的面積和人口皆未知。

## 地理
克雷格的座標為39°19′56″N 85°31′10″W / 39.33222°N 85.51944°W，而該地的平均海拔高度為278米（即912英尺）。